# Östra Rönnäs
Östra Rönnäs is een plaats in de gemeente Leksand in het landschap Dalarna en de provincie Dalarnas län in Zweden. De plaats heeft 100 inwoners (2005) en een oppervlakte van 44 hectare. De plaats ligt aan het Insjön, een meer en deel van de rivier de Österdalälven.